# Devarahosahalli, Holalkere
Devarahosahalli là một làng thuộc tehsil Holalkere, huyện Chitradurga, bang Karnataka, Ấn Độ.